# Instituto Mixto de Ayuda Social
El Instituto Mixto de Ayuda Social (IMAS) es la institución autónoma del gobierno de Costa Rica encargada de desarrollar, dirigir  y ejecutar acciones destinadas a atender y resolver el problema de la pobreza en el país, por medio de la ejecución de, ya sea, el plan nacional contra la pobreza, la prestación de subsidios, y la realización de programas los cuales brinden financiamiento y capacitación a emprendimientos productivos. Su actual titular es Yorleny León Marchena.

## Historia
La historia de la creación del Instituto se remonta a la década de los setenta del siglo XX, época en la que Costa Rica contaba con un número importante de familias pobres que demandaban atención del Estado. Esto se evidencia mediante el Informe del Estado de la Nación de 1995, el cual destaca que, entre los años de 1960 y 1970, el porcentaje de familias pobres en el país reflejó un descenso del 50% del total de familias a solo un 29%, lo cual aparte de que evidencia una mejoría en los índices de pobreza del país, también refleja que todavía existía una relevante cantidad de familias en esta situación. Asimismo, otros factores influirían en este fenómeno, tales como la inmigración, la migración de familias campesinas hacia las zonas urbanas, y las diferentes crisis económicas que afectarían el país durante este tiempo.
Con la constitución del Ministerio de Trabajo y Previsión Social el 21 de abril de 1955, durante la primera administración de José María Figueres Ferrer, líder de la Junta Fundadora de la Segunda República que creó la mayoría de las actuales instituciones públicas destinadas a atender diversos problemas sociales, se crea la Oficina de Bienestar Social, el principal ente precursor del actual Instituto, y el cual estaba destinado a atender problemas de alcoholismo, vivienda, desocupación, subsidios familiares, centros de recreo y la atención de emergencias nacionales.
El 30 de abril de 1971, mediante la Ley n.° 4 760, la Asamblea Legislativa de Costa Rica promulga la creación del Instituto Mixto de Ayuda Social (IMAS), que asume la mayoría de las funciones de la antigua Oficina de Bienestar Social y a la que se le adjudica desarrollar diversas políticas y realizar acciones destinadas a eliminar la pobreza en el país. Posteriormente, en 1974, se crea la dirección más importante del Instituto, la Dirección Nacional de Desarrollo Social y Asignaciones Familiares, que se encarga de financiar la ejecución de las políticas sociales destinadas a atender a las personas en situación de pobreza.

## Funciones
De acuerdo con su ley orgánica, el Instituto Mixto de Ayuda Social, tiene, entre algunas de sus funciones, las siguientes:
- Formular y ejecutar una política nacional de promoción social y humana de los sectores más débiles de la sociedad costarricense.
- Atenuar, disminuir o eliminar las causas generadoras de la indigencia y sus efectos.
- Hacer de los programas de estímulo social un medio para obtener en el menor plazo posible la incorporación de los grupos humanos marginados de las actividades económicas y sociales del país.
- Preparar los sectores indigentes en forma adecuada y rápida para que mejoren sus posibilidades de desempeñar trabajo remunerado.
- Atender las necesidades de los grupos sociales o de las personas que deban ser provistas de medios de subsistencia cuando carezcan de ellos.
- Procurar la participación de los sectores privados e instituciones públicas, nacionales y extranjeras, especializadas en estas tareas, en la creación y desarrollo de toda clase de sistemas y programas destinados a mejorar las condiciones culturales, sociales y económicas de los grupos afectados por la pobreza con el máximo de participación de los esfuerzos de estos mismos grupos.
- Coordinar los programas nacionales de los sectores públicos y privados cuyos fines sean similares a los expresados en la ley.

## Estructura
El Instituto Mixto de Ayuda Social es presidido por un presidente ejecutivo, con rango de ministro y nombrado por el Consejo de Gobierno, al cual además le acompañan otros seis miembros conformando un Consejo Directivo. La institución se estructura en las siguientes direcciones, departamentos y dependencias:

### Direcciones
- La Dirección de Desarrollo Social
  - Departamento de Acción Social y Administración de Instituciones
  - Departamento de Atención Integral e Interinstitucional
  - Departamento de Bienestar Familiar
  - Departamento de Desarrollo Socioeducativo
  - Departamento de Desarrollo Socioproductivo y Comunal
  - Departamento de Sistemas de Información Social
- La Dirección de Gestión de Recursos
  - Departamento de Capacitación de Recursos
  - Departamento de Empresas Comerciales
- La Dirección de Soporte Administrativo
  - Departamento de Administración Financiera
  - Departamento de Proveeduría Institucional
  - Departamento de Servicios Generales

### Organismos desconcentrados
- Sistema Nacional de Información y Registro Único de Beneficiarios del Estado (SINIRUBE)
- Secretaría Técnica de la Red Nacional de Cuido y Desarrollo Infantil (RECUDI)
- Comisión Nacional Interinstitucional para atender a las Mujeres en Condiciones de Pobreza (CNIMCP)

## Titulares

### Presidentes Ejecutivos
| Nombre                         | Período en el cargo      | Período en el cargo      | Partido Político | Administración                    |  |
| Nombre                         | Inicio                   | Final                    | Partido Político | Administración                    |  |
| ------------------------------ | ------------------------ | ------------------------ | ---------------- | --------------------------------- |  |
| Armando Alfaro Paniagua        | 30 de abril de 1971      | 8 de mayo de 1974        | PLN              | José María Figueres Ferrer        |  |
| Eugenio Rodríguez Vega         | 8 de mayo de 1974        | 1975                     | PLN              | Daniel Oduber Quirós              |  |
| Armando Alfaro Paniagua        | 1975                     | 8 de mayo de 1978        | PLN              | Daniel Oduber Quirós              |  |
| José Francisco Anglada Soler   | 8 de mayo de 1978        | 1980                     | CU               | Rodrigo Carazo Odio               |  |
| Sary White Solano              | 1980                     | 8 de mayo de 1982        | CU               | Rodrigo Carazo Odio               |  |
| ¿?                             | 8 de mayo de 1982        | 8 de mayo de 1986        | PLN              | Luis Alberto Monge Álvarez        |  |
| Juan Vicente Durán Víquez      | 8 de mayo de 1986        | 1986                     | PLN              | Óscar Arias Sánchez               |  |
| Thelma Curling Rodríguez       | 1986                     | 1987                     | PLN              | Óscar Arias Sánchez               |  |
| Carlos Corrales Villalobos     | 1987                     | 8 de mayo de 1990        | PLN              | Óscar Arias Sánchez               |  |
| Mabel Nieto Cartín             | 8 de mayo de 1990        | 1992                     | PUSC             | Rafael Ángel Calderón Fournier    |  |
| Roxana Víquez Salazar          | 1992                     | 8 de mayo de 1994        | PUSC             | Rafael Ángel Calderón Fournier    |  |
| Clotilde Fonseca Quesada       | 8 de mayo de 1994        | 1995                     | PLN              | José María Figueres Olsen         |  |
| Rose Marie Ruiz Bravo          | 1995                     | 8 de mayo de 1998        | PLN              | José María Figueres Olsen         |  |
| Roger Carvajal Bonilla         | 8 de mayo de 1998        | 6 de enero de 2000       | PUSC             | Miguel Ángel Rodríguez Echeverría |  |
| Roxana Víquez Salazar          | 7 de enero de 2000       | 8 de mayo de 2002        | PUSC             | Miguel Ángel Rodríguez Echeverría |  |
| Roxana Víquez Salazar          | 8 de mayo de 2002        | 21 de mayo de 2002       | PUSC             | Abel Pacheco de la Espriella      |  |
| Silvia Lara Povedano           | 22 de mayo de 2002       | 6 de octubre de 2003     | PUSC             | Abel Pacheco de la Espriella      |  |
| Fernando Trejos Ballestero     | 7 de octubre de 2003     | 21 de septiembre de 2004 | PUSC             | Abel Pacheco de la Espriella      |  |
| Marta Lora Morejón             | 21 de septiembre de 2004 | 2005                     | PUSC             | Abel Pacheco de la Espriella      |  |
| Carlos Monge Monge             | 2005                     | 8 de mayo de 2006        | PUSC             | Abel Pacheco de la Espriella      |  |
| Luis Diego Víquez Lizano       | 8 de mayo de 2006        | 16 de marzo de 2007      | PLN              | Óscar Arias Sánchez               |  |
| José Antonio Li Piñar          | 17 de marzo de 2007      | 8 de mayo de 2010        | PLN              | Óscar Arias Sánchez               |  |
| Fernando Marín Rojas           | 8 de mayo de 2010        | 8 de mayo de 2014        | PLN              | Laura Chinchilla Miranda          |  |
| Carlos Alvarado Quesada        | 8 de mayo de 2014        | 29 de marzo de 2016      | PAC              | Luis Guillermo Solís Rivera       |  |
| Emilio Arias Rodríguez         | 26 de abril de 2016      | 8 de mayo de 2018        | PAC              | Luis Guillermo Solís Rivera       |  |
| María Fullmen Salazar Elizondo | 8 de mayo de 2018        | 8 de enero de 2019       | PAC              | Carlos Alvarado Quesada           |  |
| Juan Luis Bermúdez Madriz      | 8 de enero de 2019       | En la actualidad         | PAC              | Carlos Alvarado Quesada           |  |